# شریل هال
شریل هال (انگلیسی: Cheryl Hall؛ زادهٔ ۲۳ ژوئیهٔ ۱۹۵۰) بازیگر اهل بریتانیا است. وی بین سال‌های ۱۹۶۹ تا ۲۰۰۷ میلادی فعالیت می‌کرد.
از فیلم‌ها یا برنامه‌های تلویزیونی که وی در آن نقش داشته‌است، می‌توان به مخمصه، دکتر هو، ایست‌اندرز، سه برای همه، شرور و پوآرو اشاره کرد.